# Marta Urbanová
Marta Urbanová, född den 14 oktober 1960 i České Budějovice, Tjeckien, är en tjeckoslovakisk landhockeyspelare.
Hon tog OS-silver i damernas landhockeyturnering i samband med de olympiska landhockeytävlingarna 1980 i Moskva.